# Kateřina Siniaková
Kateřina Siniaková (Hradec Králové, 10 maggio 1996) è una tennista ceca.
Ha vinto 5 titoli del circuito maggiore in singolare e 30 in doppio; il 24 giugno 2024 ha raggiunto il suo massimo ranking in singolare, toccando la posizione numero 27. Nel 2018 ha raggiunto il numero 1 della classifica di doppio.
Nella specialità del doppio, insieme a Barbora Krejčíková, ha vinto tutti e quattro i tornei del Grande Slam, l'edizione 2021 delle WTA Finals e l'oro olimpico ai giochi olimpici di Tokyo 2020, diventando la seconda coppia femminile nella storia ad aggiudicarsi il Career Golden Slam.
Completano il suo palmarès due titoli in doppio misto, l'oro olimpico vinto con il connazionale e suo fidanzato Tomáš Macháč a Parigi 2024 e l'edizione 2025 di Wimbledon vinta in coppia con Sem Verbeek.

## Biografia
Introdotta al tennis dal padre (di origine russa), è allenata da lui e da Helena Suková. Ha un fratello più giovane, Daniel, anch'egli tennista. Si esprime bene su tutte le superfici, ma quella che preferisce è il cemento.

## Carriera

### Juniores
Raggiunge ottimi risultati a livello giovanile, nel 2012 vince il Trofeo Bonfiglio superando in finale la tedesca Antonia Lottner, raggiunge la finale dell'Orange Bowl, sconfitta da Ana Konjuh e la finale degli Australian Open 2013 venendo nuovamente eliminata dalla Konjuh. Raggiunge la seconda posizione mondiale dietro alla croata a fine 2012.
Nel doppio ragazze conquista tre Slam consecutivi insieme alla connazionale Barbora Krejčíková, vincono infatti all'Open di Francia 2013, a Wimbledon dove hanno la meglio sulla coppia Anhelina Kalinina-Iryna Šymanovič e agli US Open dove superano Belinda Bencic e Sara Sorribes Tormo.

### 2012: Primo titolo ITF in doppio
La ceca gioca il suo primo ITF in carriera a Jablonec nad Nisou: al primo turno, ottiene la sua prima vittoria sulla connazionale Nikola Horaková con un doppio 6-0 mentre al secondo turno racimola 4 games contro Kramperová. Nell'ITF di Praga raggiunge i primi quarti, dove cede alla prima testa di serie Magda Linette.
In doppio, vince il suo primo titolo ITF a Jablonec nad Nisou in coppia con Victoria Kan, senza perdere alcun set nel corso del torneo.

### 2013: Primi titoli ITF, top-200 e primo main draw WTA in singolare e altri titoli ITF in doppio
A Frauenfeld, Kateřina vince il suo primo ITF in singolare, battendo in finale Katerina Von Deichmann in tre set. In marzo, la ceca tenta le qualificazioni per il suo primo evento WTA, il torneo di Miami: all'esordio centra la sua prima vittoria contro una top-100, Mandy Minella, nº97 del mondo, con lo score di 7–5, 5–7, 6–3; nel turno decisivo, elimina Alexa Glatch, accedendo al suo primo tabellone WTA: al primo turno, la ceca si arrende in tre set a Garbiñe Muguruza. Grazie a questo risultato, entra tra le prime 450 del mondo. Grazie ad alcuni buoni risultati a livello ITF, riesce a entrare tra le prime 350. Ad agosto, Siniaková vince il suo secondo trofeo ITF in Belgio, battendo in finale la connazionale Vanková. A Budapest centra il terzo titolo stagionale, trionfando in finale su Alberta Brianti. A Novembre, vince il suo quarto titolo ITF in quel di Zawada, superando la qualificata Nina Zander nell'ultimo atto. Grazie a questi buoni risultati, chiude l'annata al nº211 del mondo; tuttavia, riesce a far segnalare un best-ranking di nº170.
In doppio, vince 2 titoli: uno in Svizzera con Bencic e uno in Germania con la connazionale Barbora Krejčíková. In più, raggiunge anche altre 2 finali e una semifinale.

### 2014: Prima semifinale WTA e top-100 in singolare; primi titoli WTA e top-100 in doppio
Kateřina prova le qualificazioni per il WTA di Hobart e poi per l'Australian Open: mentre in Tasmania esce subito, a Melbourne la ceca supera al primo colpo i tre turni eliminatori, battendo tre top-200 come Büyükakçay, Dulgheru e Duval; nel suo primo main-draw in un major, Siniaková cede il passo a Zarina Dijas. La ceca coglie poi una semifinale ITF e non riesce a passare le qualificazioni nei WTA di Katowice e Stoccarda. In maggio, tenta le qualificazioni per il Roland Garros: batte la testa di serie nº22 Majerič prima di essere fermata da Tamira Paszek in due parziali. Dopo aver fallito l'approdo al suo secondo slam, Siniaková vince il primo ITF della sua stagione a Maribor, sconfiggendo l'austriaca Yvonne Neuwirth in finale. Dopo la semifinale nell'ITF di Brescia, la ceca entra tra le prime 150 del mondo per la prima volta. In seguito, non centra la qualificazione per il main-draw di Wimbledon, eliminata al primo turno da Mathilde Johansson. Sulla terra di Bad Gastein, Kateřina raggiunge il tabellone principale con 2 vittorie su Bondarenko e Kolar; al primo turno, si arrende a Sara Errani in due parziali. A Istanbul passa ancora le qualificazioni mentre al primo turno coglie la sua prima vittoria in un main-draw WTA contro Julia Glushko. Al secondo turno, perde dalla nº6 del seeding Kurumi Nara al termine di un match combattuto, terminato per 6(5)–7, 7–6(3), 2–6 in favore della giapponese. In seguito, non si qualifica per i tabelloni principali di Baku e Stanford. Agli US Open, passa i primi due turni qualificatori contro Ulrikke Eikeri e Mariana Duque Mariño; nel turno decisivo, la ceca si arrende ad Aleksandra Krunić. Dopo un primo turno a Tashkent, Kateřina si qualifica per il main-draw di Linz, con tre successi su Zanevs'ka, Larsson e la connazionale Smitková. Al primo turno, cede a Klára Koukalová in tre set. In seguito, gioca le qualificazioni per il WTA Premier di Mosca: riesce a passarle con tre vittorie su Rodionova, Gasparjan e Büyükakçay. Nel main-draw, sconfigge la nº55 del mondo Vesnina mentre al secondo turno infligge un netto 6–1 6–1 a Mladenovic, accedendo ai suoi primi quarti di finale WTA; la sua corsa non termina qui, in quanto riesce a superare anche la nº39 del mondo Camila Giorgi al termine di una battaglia di oltre tre ore. La ceca avanza così alla sua prima semifinale nel circuito maggiore: ad attenderla, Anastasija Pavljučenkova, che la batte per 6–2, 6–2. Grazie a questi successi, Siniaková fa il suo esordio in top-100, piazzandosi alla posizione nº87 del mondo. Chiude la stagione vincendo il suo 6º titolo ITF a Nantes, sconfiggendo Ons Jabeur in finale. Termina l'anno al nº74 del mondo.
In doppio, con Barbora Krejčíková, conquista l'ITF di Maribor, perdendo solo 14 games in 4 partite. Insieme a Paula Kania, raggiunge la sua prima finale WTA in quel di Stanford, dove cedono a Muguruza/Suarez Navarro al super-tiebreak. Con Krunic, invece, riesce a conquistare il primo titolo di specialità a Tashkent, battendo le russe Gasparyan/Panova in finale nettamente per 6–2 6–1. Con Voráčová, conquista un altro titolo WTA a Limoges, vincendo in finale sulle finaliste di Wimbledon in carica Babos/Mladenovic (2–6, 6–2, 10–5). Grazie a questi risultati, chiude l'anno al nº86 del mondo.

### 2015: 3º titolo WTA in doppio
Inizia l'anno a Shenzhen, dove estromette la nº6 del seeding Begu prima di cedere a Smitková. Non riesce a qualificarsi per il main-draw di Sydney mentre all'Australian Open trova la prima vittoria in carriera in un tabellone Slam ai danni di Elena Vesnina, al secondo turno Begu si prende la rivincita fermandola. A Dubai viene ripescata come lucky-loser: al primo turno, cede alla wild-card Casey Dellacqua. A Indian Wells vince su Rodina, ma perde da Kuznecova al secondo turno in due set. Dopo un primo turno a Miami, arriva al secondo turno a Katowice battendo Torró Flor, ma perdendo da Schmiedlová. Sulla terra, dopo non aver centrato le qualificazioni a Stoccarda, trova la semifinale nel torneo di casa di Praga, vincendo su Begu, Hercog e la nº22 del mondo Strycová; nella circostanza, cede alla qualificata Hradecká in tre set. Grazie a questi piazzamenti, entra tra le prime 70 al mondo. A Roma, passa le qualificazioni con due successi su Rogers e Mladenovic mentre al primo turno esce contro Venus Williams. Al Roland Garros viene eliminata al primo turno da Witthöft. Sull'erba, si arrende all'esordio al Topshelf Open mentre gioca un ottimo torneo al Premier di Birmingham: batte Kurumi Nara al primo turno; al secondo round, centra la prima vittoria in carriera su una top-20 sconfiggendo Andrea Petković. Agli ottavi, lascia quattro giochi a Christina McHale mentre nei quarti si arrende alla nº10 del mondo Angelique Kerber in due parziali. A Wimbledon si ferma subito contro la connazionale Allertová . In seguito, non ottiene più buoni risultati, centrando solo tre vittorie in otto tornei disputati, non difendendo per altro la semifinale di Mosca dell'anno precedente. A causa di questi piazzamenti, esce dalla top-100. Chiude l'anno conquistando la semifinale di Limoges, dove si arrende solamente a Caroline Garcia, nº35 del mondo.
In doppio, assieme a Belinda Bencic, riesce a vincere il secondo International in carriera in quel di Praga, sconfiggendo Bondarenko/Hrdinová nella finale. Al Roland Garros, sempre con Bencic, riesce a raggiungere il suo primo terzo turno, dove cede alle future campionesse Mattek-Sands/Šafářová. Torna in finale a Tashkent con Duševina: questa volta, Kateřina non conferma il titolo, arrendendosi alla stessa coppia battuta l'anno prima (Gasparjan/Panova). Raggiunge infine una semifinale a Mosca. Grazie alla buona stagione, chiude al nº58 del mondo.

### 2016: le prime finali WTA e l'ingresso in top-50 in singolare; la prima semifinale slam in doppio
La ceca inizia la stagione con un quarto di finale a Shenzhen, dopo aver sconfitto Mitu e Dijas entrambe in due set; la sua corsa si arresta contro Anna-Lena Friedsam. Dopo un primo turno all'Australian Open, passa le qualificazioni per il torneo di San Pietroburgo, con vittorie su tre russe (Kalinskaja, Ivakhnenko e Panova). Al primo turno, cede in due set a Babos. In seguito centra il main-draw a Indian Wells, grazie a due successi sulle wild-card Raveena Kingsley e Boserup; al primo turno, viene battuta da Dominika Cibulková. A Praga, dove difendeva la semifinale, viene fermata al secondo turno da Karolína Plíšková. A Madrid, passa il tabellone cadetto per poi cedere ad Ana Ivanović. In maggio, conquista il suo 7º titolo ITF a Trnava (da 100K), battendo Anastasija Sevastova nella finale. Si qualifica per il main-draw del Roland Garros, dove si arrende all'esordio alla spagnola Suarez Navarro. Sull'erba, la ceca non figura bene a 'S-Hertogenbosch e Birmingham, uscendo al primo turno in entrambi i casi; va meglio a Wimbledon, dove Siniaková riesce a raggiungere un terzo turno slam per la prima volta in carriera: batte le due francesi Parmentier e Garcia prima di cedere alla nº3 del mondo Agnieszka Radwańska. Dopo un secondo turno a Gstaad, fa tappa in Svezia, a Båstad, dove è costretta a partire dalle qualificazioni: la ceca batte Kerkhove e Soler Espinosa, accedendo al main-draw; al primo turno elimina Jana Čepelová e, al secondo, sconfigge la testa di serie nº5 Anna Karolína Schmiedlová. Ai quarti, ha la meglio sulla nº2 del seeding Sara Errani in due set, tornando in una semifinale WTA dopo un anno dalla prima volta a Praga. Questa volta, la ceca riesce a superare l'ostacolo, imponendosi sulla padrona di casa Johanna Larsson con lo score di 7–5, 6–1; accede così alla sua prima finale WTA, dove sfida la nº60 del mondo Laura Siegemund contro cui si arrende in due parziali. Dopo un secondo turno allo US Open (estromessa da Garcia) si presenta a Tokyo, dove centra la seconda finale WTA della carriera, la prima sul cemento sconfiggendo fra le altre Riske e Shuai Zhang entrambe in due set; nell'incontro valido per il titolo, la ceca si arrende a Christina McHale in tre set per 6–3, 4–6, 4–6, non riuscendo a trovare il primo titolo WTA per la seconda volta in poche settimane. Nell'ultima parte di stagione, Siniaková centra solo un secondo turno a Wuhan, dove viene sconfitta da Wozniacki e un altro secondo turno a Hong Kong, battuta da Gavrilova. Chiude l'anno al nº49 del mondo, facendo registrare il suo nuovo best-ranking ed entrando così nella top-50.
In doppio non ottiene risultati rilevanti nella prima parte di anno. Al Roland Garros, la ceca si presenta con solo due quarti di finale all'attivo raggiunti nel 2016; gioca il torneo parigino con la connazionale Barbora Krejčíková: le due passano i primi turni battendo le taiwanesi Chuang/Hsieh e le cinesi Liang/Wang; al terzo turno, arriva la vittoria più prestigiosa della carriera, in quanto le ceche riescono a eliminare le nº1 del mondo Mirza/Hingis in due set accedendo al primo quarto slam della carriera. Nella circostanza, Siniaková/Krejčíková estromettono le connazionali Hlaváčková/Hradecká per 6–3, 7–6(9), aprendosi così le porte per la prima semifinale in un major, in cui cedono il passo a Vesnina/Makarova. In seguito, sempre con Krejčíková, giunge ai quarti allo US Open, che perdono contro Vandeweghe/Hingis. A ottobre, assieme a Srebotnik, raggiunge la seconda semifinale dell'anno a Mosca, dove sono battute dalla coppia ceca Hlaváčková/Hradecká al super-tiebreak. Grazie a questa buona stagione, Siniaková termina l'anno al nº35 del mondo.

### 2017: i primi titoli WTA e top-40 in singolare; la prima finale slam in doppio
Il 2017 di Siniaková inizia a Shenzhen, dove esordisce battendo Shuai Peng; al secondo turno affronta Simona Halep, nº4 del mondo: la ceca riesce a vincere in tre set 6–3, 4–6, 7–5, centrando il successo più importante in carriera e il primo contro una top-10 (e top-5). Ai quarti elimina Nina Stojanović mentre in semifinale rimonta un set di svantaggio a Johanna Konta (1–6, 6–4, 6–4), accedendo alla terza finale WTA. Nella circostanza, supera in due set Alison Riske (6–3 6–4), conquistando il primo titolo in carriera nel circuito maggiore. Grazie a questo risultato, Siniaková entra in top-40, assestandosi alla posizione nº37 in classifica. Non raggiunge risultati rilevanti fino a Indian Wells, dove si spinge fino al terzo turno battendo Mona Barthel e Carla Suárez Navarro, prima di arrendersi a Caroline Wozniacki. Ad aprile, viene convocata per la prima volta dalla Repubblica Ceca in Fed Cup: nella sfida di semifinale contro gli USA, vince il suo match contro Shelby Rogers, ma cede a Coco Vandeweghe; perdendo anche la sfida di doppio assieme a Kristýna Plíšková (2–6 2–6 contro Mattek-Sands/Vandeweghe), la Repubblica Ceca esce dal torneo, dopo tre titoli consecutivi e 10 vittorie di fila nel Gruppo Mondiale. Sulla terra ottiene come miglior risultato il quarto di finale a Praga, dove si arrende a Barbora Strýcová in tre set. Dopo una mediocre parentesi sull'erba (una vittoria in quattro match giocati), si presenta a Båstad, dove nel 2016 aveva colto la sua prima finale WTA; da testa di serie nº7, la ceca batte la wild-card Peterson e la qualificata Rus per poi sconfiggere la nº17 del mondo Sevastova nei quarti; in semifinale, Siniaková elimina la nº3 del seeding Garcia in due set, ritornando in finale un anno dopo: a differenza di quanto successo nel 2016, la ceca stavolta trionfa, superando Caroline Wozniacki (nº6 del mondo) per 6–3 6–4. Il resto dell'annata non regala nessun altro acuto alla ceca, che termina la stagione al nº49 del mondo.
In doppio, decide di giocare stabilmente con la connazionale Lucie Hradecká: le due disputano un'ottima stagione, raggiungendo 5 finali ma non riuscendo a vincerne alcuna. Le due più importanti arrivano a Indian Wells e soprattutto agli US Open: in entrambi i casi, le due ceche cedono a Chan/Hingis. Grazie a questi risultati, Siniaková si piazza al 13º posto del ranking a fine anno.

### 2018: 5ª finale WTA e best ranking in singolare; la doppietta Roland Garros/Wimbledon e il nº1 del mondo in doppio

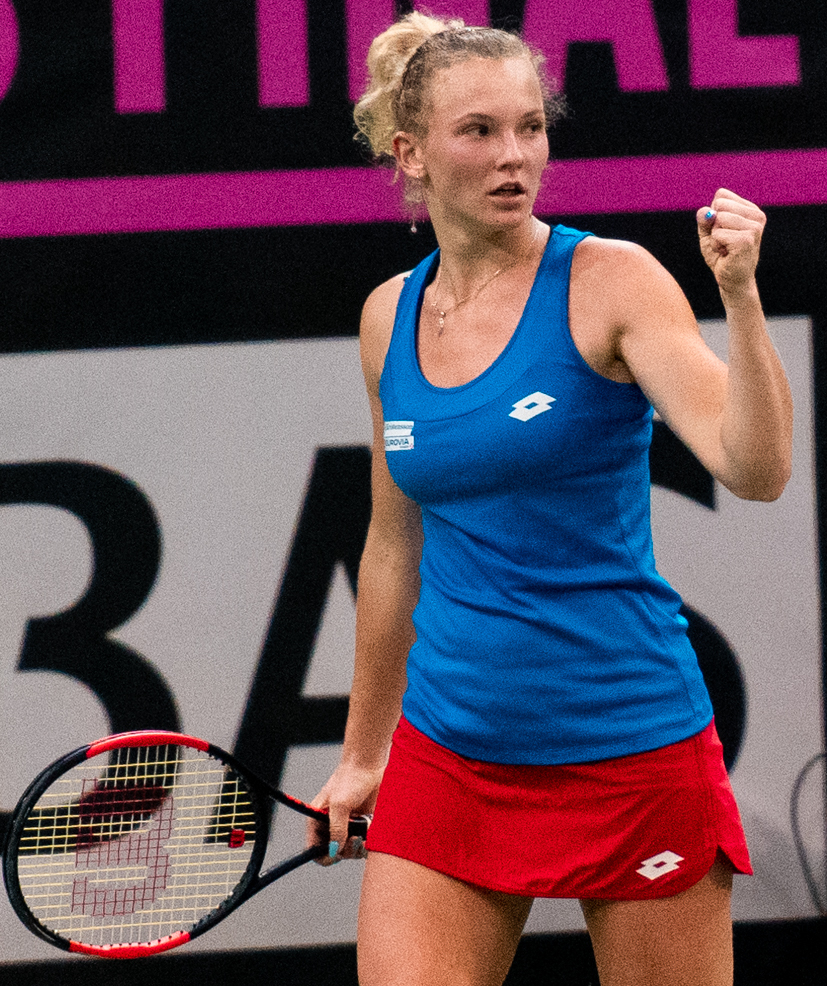
Kateřina Siniaková nel 2018

La ceca inizia l'anno a Shenzhen, dove difende il titolo: si spinge fino in semifinale senza perdere set contro Jabeur, Wang Yafan e Kristýna Plíšková; qui sconfigge Maria Sharapova in tre parziali (6–2, 3–6, 6–3), centrando la 5ª finale WTA in carriera. Nella circostanza, cede a Simona Halep (nº1 del mondo) in tre set. Dopo un secondo turno all'Australian Open (dove si arrende a Svitolina), centra i quarti nel Premier di San Pietroburgo, dove perde dalla futura finalista Kiki Mladenovic. In seguito, non raggiunge risultati di rilievo fino al torneo di Praga, dove si spinge fino ai quarti sconfiggendo Andrea Petković, ed Ekaterina Aleksandrova; la sua avventura termina tra le ultime otto, battuta dalla futura trionfatrice Petra Kvitová in due set. Fa meglio a Norimberga, dove ottiene la seconda semifinale annuale, perdendo contro Johanna Larsson. Al Roland Garros, torna al terzo turno di uno slam dopo quasi due anni dalla prima volta (Wimbledon 2016) grazie ai successi su Viktoryja Azaranka (doppio 7–5) e su Kateryna Kozlova; ai sedicesimi, si arrende a Barbora Strýcová in due set. Grazie a questi buoni risultati, rientra in top-40. A Wimbledon la tennista di Hradec Králové riesce a raggiungere un altro terzo turno, eliminando la due volte quartofinalista del torneo Coco Vandeweghe con lo score di 6(3)–7, 6–3, 8–6 dopo tre ore di gioco e recuperando un break di svantaggio nel set conclusivo. Anche al secondo turno la ceca deve affrontare un match deciso al terzo set contro Ons Jabeur, da cui esce vincitrice col punteggio di 5–7, 6–4, 9–7 annullando anche un match point all'avversaria. Al terzo turno, trova l'italiana Camila Giorgi: dopo non aver sfruttato un match-point nel secondo parziale, si arrende al terzo set (6–3, 6(6)–7, 2–6). Grazie a questo risultato, Siniaková sale al nº36 del mondo. Dopo alcuni scarsi risultati, la ceca si riprende allo US Open, dove raggiunge il terzo turno per la prima volta in carriera battendo Anett Kontaveit e Ajla Tomljanović entrambe in tre parziali; la sua avventura si arresta ai sedicesimi, sconfitta da Lesja Curenko in due set. In seguito, gioca a Wuhan: passa le qualificazioni senza problemi, sconfiggendo Teichmann e Vondroušová (doppio 6–1); nel tabellone principale, elimina Kiki Mladenovic e soprattutto la campionessa in carica e nº4 del mondo Caroline Garcia, con lo score di 3–6, 7–6(5), 7–6(4), collezionando la terza vittoria in carriera su una top-10, la seconda su una top-5. Al terzo turno, supera Garbiñe Muguruza con un doppio tie-break, approdando al primo quarto di finale in un Premier-5: qui la sua corsa finisce, fermata da Anett Kontaveit in due set. La settimana seguente si presenta a Pechino, accedendo attraverso le qualificazioni al main-draw, dove si impone su Van Uytvanck e Krunić, per poi vincere sulla nº11 del mondo Kiki Bertens al terzo turno (6–4, 6–3). Accede così al suo primo quarto di finale in un Premier Mandatory, dove viene fermanta dalla futura campionessa Caroline Wozniacki con un doppio 2–6. Dopo anche un secondo turno a Lussemburgo, la ceca raggiunge il suo best ranking il 22 ottobre, posizionandosi al 31º posto in classifica. Termina la stagione disputando la finale di Fed Cup contro gli Stati Uniti in cui vince entrambi i suoi singolari contro Riske e Kenin, permettendo alla Repubblica Ceca di vincere il suo 11º titolo nella competizione, il primo per Siniakova.

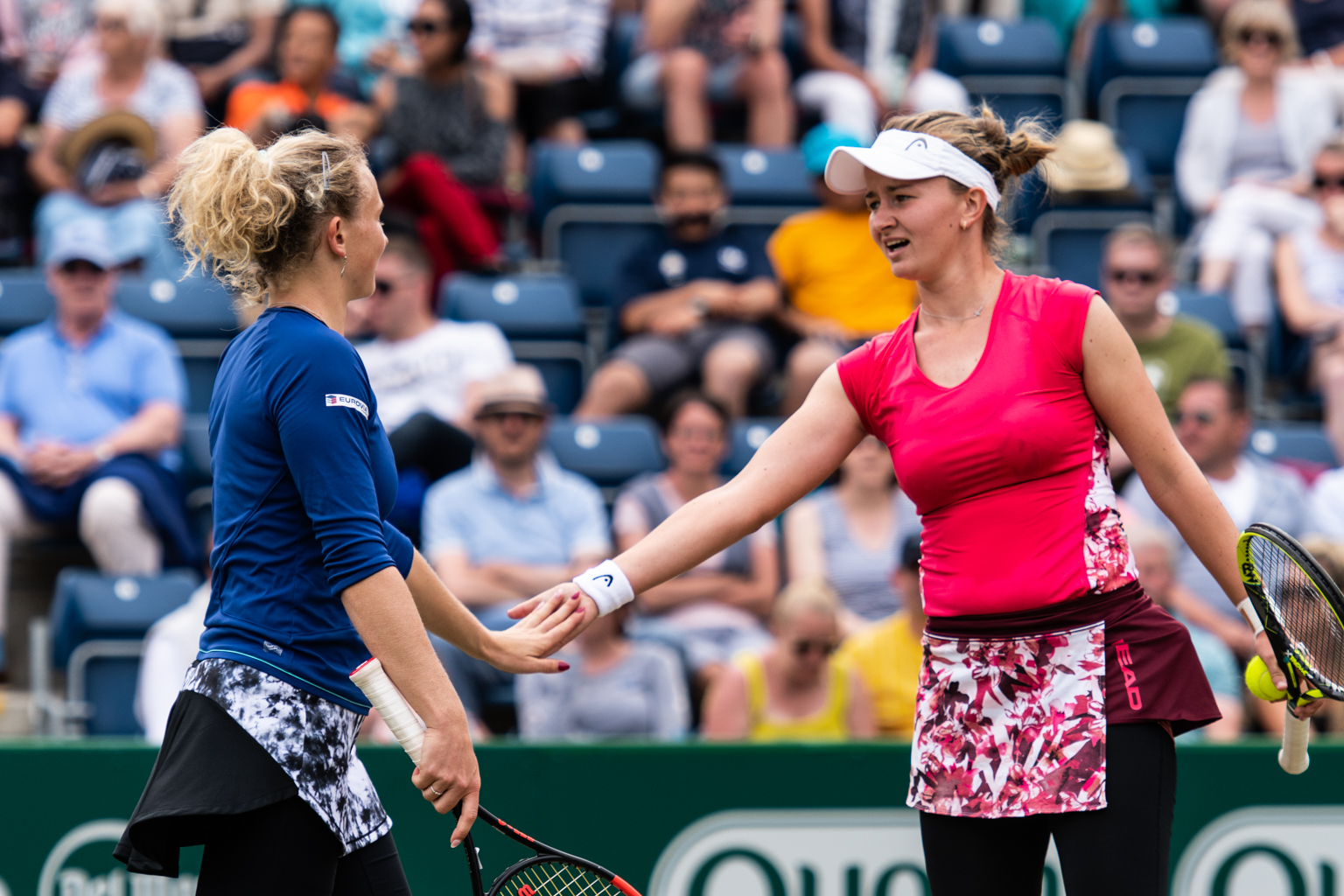
Kateřina Siniaková con la compagna di doppio Barbora Krejčíková nel 2018

Se la stagione di singolare è felice per la ceca, quella di doppio è strepitosa: decide di giocare stabilmente con Krejčíková, con la quale aveva raggiunto una semifinale slam nel 2016: le due insieme raggiungono la prima finale a Shenzhen, dove cedono a Begu/Halep. Dopo un terzo turno agli Australian Open (dove perdono da Makarova/Vesnina, poi finaliste), trovano la semifinale a Doha e soprattutto la finale a Miami, dove si arrendono a Barty/Vandeweghe. Dopodiché, la loro stagione si arena, non raccogliendo nessun risultato di rilievo sulla terra: si presentano al Roland Garros con solo un successo in tre tornei giocati. Nello slam francese, la coppia ceca supera a fatica Lapko/Olaru e Maria/Watson, in tre set. Al terzo turno, rimontano Bertens/Larsson, battendole solo per 8–6 al tie-break del terzo set. Ai quarti, superano più agevolmente Klepač/Martínez Sánchez (6–3, 6–3), giungendo in semifinale dopo due anni dalla prima volta. Qui Krejčíková e Siniaková trovano le teste di serie nº2 e connazionali Hlaváčková/Strýcová che riescono a battere nel derby con un netto 6–3, 6–2, accedendo alla loro prima finale slam in carriera in cui trovano le giapponesi Hozumi/Ninomiya, che avevano battuto le nº1 del mondo Babos/Mladenovic nei quarti: le ceche si impongono con un doppio 6–3 sulle nipponiche, portandosi a casa il primo major nella loro carriera. Nella stagione su erba arrivano sino alla semifinale a Birmiingham, dove cedono a Babos/Mladenovic in due set tirati. In seguito, si presentano a Wimbledon da teste di serie nº3: nelle loro prime due partite, come a Parigi, vincono in tre set. Al terzo round, eliminano Hradecká/Hsieh in due set, mentre ai quarti necessitano di una battaglia di tre set per avere la meglio di Watson/Maria (3–6, 7–6(5), 6–4). Arrivano così in semifinale, dove fronteggiano la coppia polacco-americana Rosolska/Spears: con un successo in due set, le ceche avanzano alla seconda finale slam dell'anno, la prima ai Championships, dove battono la coppia Melichar/Peschke in due set, aggiudicandosi il secondo titolo slam consecutivo. Grazie a questo successo salgono al 4º posto delle classifiche mondiali, diventando la seconda coppia interamente ceca a trionfare nel torneo londinese dopo Novotná/Suková nel biennio 1989-90. È inoltre la prima coppia a centrare la doppietta Roland Garros-Wimbledon nello stesso anno dal 2003, quando ci riuscirono Sugiyama/Clijsters. Agli US Open le ceche arrivano fino alla semifinale, dove cedono a Barty/Vandeweghe, future campionesse. Grazie ai risultati colti in stagione, la coppia si qualifica alle WTA Finals di Singapore in cui battono nuovamente Melichar/Peschke, e poi le connazionali Hlaváčková/Strýcová. In finale, però, si arrendono a Babos/Mladenovic. Nonostante la sconfitta le due ceche chiudono l'anno al nº1 del mondo della specialità.

### 2019: gli ottavi di finale a Parigi e la vittoria sulla nº1 del mondo in singolare; 3 titoli in doppio

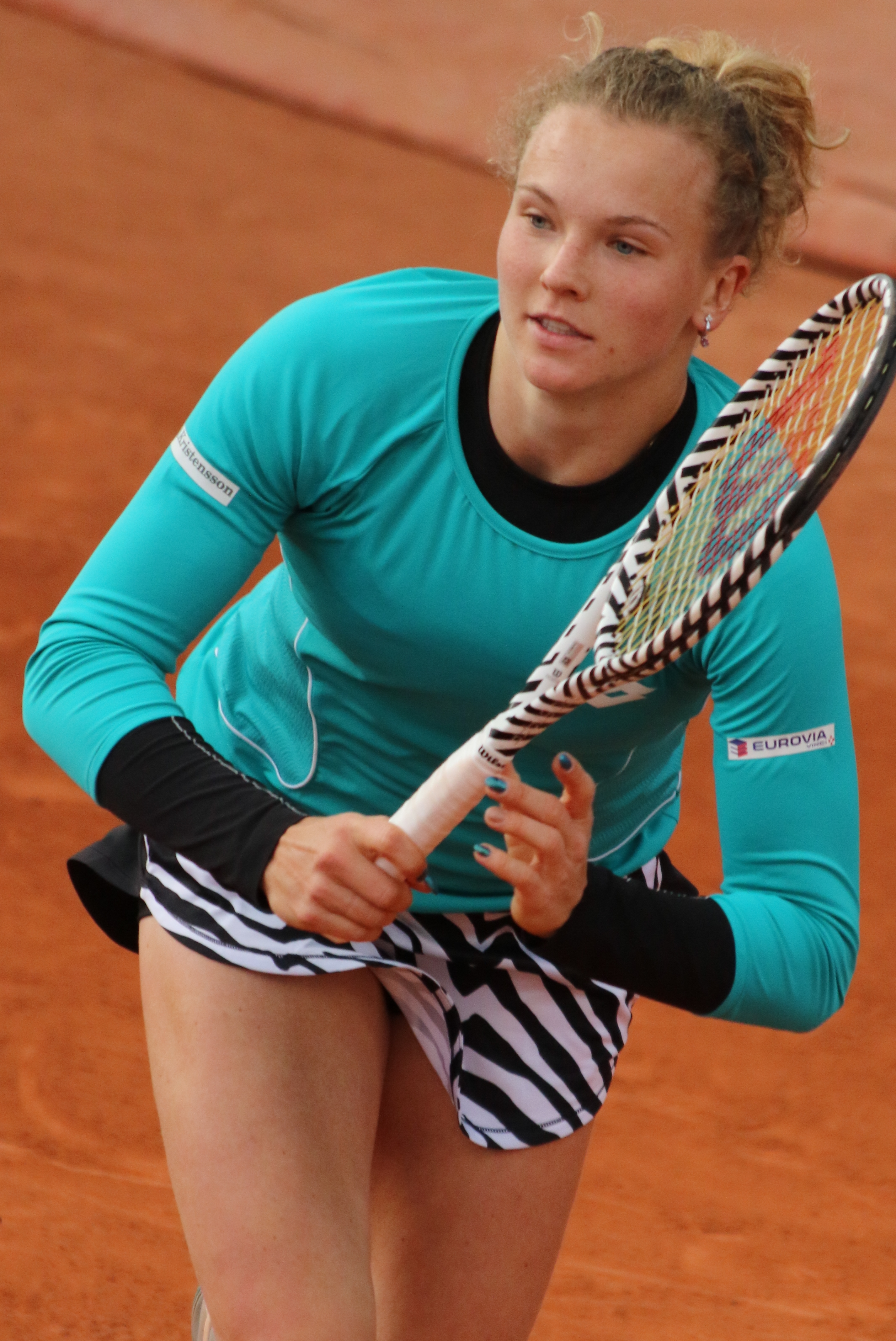
Kateřina Siniaková al Roland Garros 2019

Inizia l'anno senza vittorie in un main-draw WTA in 4 eventi. Viene poi convocata dalla Repubblica Ceca per giocare il primo match nel Gruppo Mondiale contro la Romania, in cui vince su Buzarnescu,ma perde dalla nº3 del mondo Halep; con anche la sconfitta in doppio insieme a Krejcikova, le ceche vengono eliminate per 3-2 dalla nazionale romena. A Dubai, Siniakova trova la prima vittoria in un tabellone principale WTA contro Petra Martic (6–4, 6–3) per poi cedere a Petra Kvitová dopo un match lottato (7–6(3),4–6, 4–6). Dopo un primo turno a Indian Wells e un secondo turno a Miami, si presenta sulla terra di Istanbul, dove perde all'esordio dalla qualificata Rybakina (6–3, 2–6, 4–6). A Praga centra il primo quarto di finale stagionale, battendo Jakupovič e Čepelová; la sua avventura si ferma tra le ultime otto, sconfitta dalla connazionale Strýcová. Dopo un secondo turno a Roma (estromessa da Kasatkina), trova un ottimo risultato a Norimberga, dove replica la semifinale del 2018 imponendosi su Minella, Larsson e Brengle, in cui si fa sorprendere dalla giovane slovena Zidanšek (6(4)–7, 2–6). Nella settimana successiva, gioca al Roland Garros: al primo turno, vendica la sconfitta di Istanbul e batte Elena Rybakina (7–6(5), 6–1) mentre al secondo turno estromette la testa di serie nº29 Maria Sakkarī in tre set. Al terzo turno, centra il risultato più prestigioso della sua carriera in singolare, eliminando la nº1 del mondo Naomi Ōsaka con un netto 6–4, 6–2 fermando la sua striscia di 16 vittorie consecutive negli slam. La ceca accede così ai suoi primi ottavi di finale slam, dove viene fermata da Madison Keys. Sull'erba non ottiene nessun buon risultato, mentre su cemento arriva in semifinale al Bronx Open, con le vittorie su Wang Yafan, Potapova (6–0, 3–0 e ritiro) e Bernarda Pera. Nella circostanza, cede alla qualificata Magda Linette in due set. L'ultimo risultato di rilievo arriva a Pechino, dove centra il terzo turno perdendo da Wozniacki. Chiude l'anno al nº58 del mondo.
In doppio, ottiene una semifinale a Brisbane con la storica partner Krejčíková, mentre a Sydney trova il primo titolo stagionale al fianco di Aleksandra Krunic. Agli Australian Open, dove rigioca con Krejčíková, arriva ai quarti di finale, venendo sorprendentemente fermata da Stosur/Zhang in due tie-break. Le ceche arrivano in finale a Indian Wells, dove cedono il passo a Mertens/Sabalenka. Sulla terra ottengono la semifinale a Roma per poi perdere al primo turno a Parigi, dove difendevano il titolo. Va meglio la difesa del titolo a Wimbledon fermandosi in semifinale contro Dabrowski/Xu. Le due riescono infine a vincere i primi titoli di stagione a Toronto e a Linz, grazie ai quali si qualificano per le WTA Finals di Shenzhen. Nel gruppo viola, vendicano la sconfitta di Wimbledon contro Dabrowski/Xu, ma perdono le successive due partite contro Hsieh/Strycová e Stosur/Zhang. Terminano l'annata al nº7 del mondo.

### 2020: Due semifinali slam e 9º titolo WTA in doppio
La ceca non inizia bene l'anno, rimediando tre sconfitte all'esordio senza racimolare set nei tornei di Shenzhen, Melbourne e San Pietroburgo. A Dubai arrivano le prime vittorie annuali: passa le qualificazioni battendo Zheng Saisai, Giulia Gatto-Monticone, e Alison Van Uytvanck; nel main-draw, elimina la connazionale Muchová per 6–0 al terzo set, approdando al secondo turno. Nella circostanza, cede il passo alla futura finalista Elena Rybakina in due set. Anche a Doha passa le qualificazioni, ma viene fermata al primo turno da Ons Jabeur. Gioca poi nel WTA 125 di Indian Wells, dove è la nº1 del seeding: dopo il bye all'esordio sconfigge l'americana Sachia Vickery in tre set, prima di cedere a Vera Zvonarëva. Da marzo ad agosto, il circuito WTA è costretto a fermarsi a causa della pandemia mondiale di COVID-19, che costringe all'annullamento di tutti i tornei previsti in questi mesi. Riprende a giocare nel torneo di casa di Praga dove viene subito battuta dalla slovena Tamara Zidanšek in tre set. Non va meglio nella trasferta americana: in due tornei disputati (Western & Southern Open e US Open) raccoglie solo nove giochi in due partite. In autunno, gioca la straordinaria parte di stagione su terra, dove trova la prima vittoria dopo il rientro a Roma (su Kerber, 6–3, 6–1) per poi cedere a Kasatkina. A Strasburgo si spinge fino ai quarti di finale con i successi su Pera e Aleksandrova, arrendendosi poi alla bielorussa Sabalenka nei quarti. Al Roland Garros la ceca elimina Lauren Davis e Pavljučenkova entrambe in due set, trovando il terzo turno a Parigi per il terzo anno consecutivo; a differenza di quanto successo nel 2019, questa volta si ferma ai sedicesimi, sconfitta da Kiki Bertens per 2–6, 2–6. Gioca l'ultimo torneo annuale a Dubai, un ITF da 100.000 dollari, in cui giunge in finale cedendo il titolo a Sorana Cîrstea in tre set, prima finale ITF in carriera. Termina il 2020 al nº64 del mondo, in leggero peggioramento rispetto al 2019.
In doppio, assieme alla partner storica Krejčíková, vince il primo titolo stagionale a Shenzhen. Agli Australian Open, la coppia ceca si spinge fino alla semifinale per la prima volta in carriera in questo major, vincendo tutti i loro match in tre set; nella circostanza, si arrendono a Hsieh/Strýcová. Dopo una semifinale a Doha (dove perdono nuovamente da Hsieh/Strycová), le ceche ritornano a giocare dopo la lunga pausa dovuta alla pandemia di COVID-19 nel torneo di Praga, dove vengono sorprese in semifinale dalla coppia romena Niculescu/Olaru. Nella trasferta americana, decide di giocare con Anna-Lena Friedsam in quanto Krejcikova decide di rimanere in Europa: Friedsam/Siniaková vengono eliminate subito al Western & Southern Open mentre allo US Open si fermano al secondo turno, battute da Blinkova/Kudermetova. Dopo i quarti a Roma raggiunti con Kudermetova, Siniaková si ricongiunge con Krejčíková per giocare al Roland Garros: le due riscattano la disastrosa performance del 2019, giungendo in semifinale dopo aver sconfitto Kenin/Mattek-Sands ai quarti. Qui le ceche vengono sconfitte da Babos/Mladenovic al terzo set. Negli ultimi due tornei dell'anno, ottiene una semifinale a Ostrava con Krejcikova e una finale a Linz con Hradecká, persa contro Rus/Zidanšek. Termina l'anno al nº8 del mondo.

### 2021: sesta finale WTA in singolare; trionfo nel doppio a Parigi e alle WTA Finals, oro olimpico e n°1 del mondo a fine anno
Inizia l'anno disputando il Grampians Trophy di Melbourne, dove si arrende all'esordio contro Angelique Kerber. Anche all'Australian Open esce al primo turno, come a Dubai. A San Pietroburgo centra il primo successo annuale contro Kirsten Flipkens (6–1, 6–2) prima di cedere a Margarita Gasparjan, poi finalista. Dopo una sconfitta immediata a Miami, Siniaková si presenta a Istanbul per dare inizio alla parte di stagione sul rosso: riesce a spingersi sino ai quarti grazie ai successi sulla qualificata Cristina Bucșa e sulla francese Mladenovic. Tra le ultime 8, si arrende a Elise Mertens (1° testa di serie) con un doppio 4–6. Dopo un primo turno a Madrid, a Parma gioca un ottimo torneo eliminando Tauson al primo turno, mentre al secondo turno centra una prestigiosa vittoria sulla nº8 del mondo, Serena Williams, con lo score di 7–6(4), 6–2. Questa è la 4° vittoria in carriera su una top-10 per Siniakova, che approda ai quarti, dove sconfigge Caroline Garcia in due set. La sua strada si ferma in semifinale, dove prevale la futura campionessa, Coco Gauff, in tre set. Anche al Roland Garros gioca un buon torneo, raggiungendo il terzo turno per il quarto anno consecutivo, battendo Marie Bouzková e la tds nº29 Ekaterina Aleksandrova in tre set. Ai sedicesimi, viene superata dalla futura semifinalista Tamara Zidanšek, di nuovo in tre set. In seguito, si sposta a Bad Homburg, dove dà inizio alla stagione su erba: qui riesce ad approdare fino alla semifinale, eliminando Gračëva, Pegula, e Siegemund nei quarti. Nella circostanza trova la spagnola Sara Sorribes Tormo che batte in due set comodi (6–2, 6–4), riuscendo ad approdare alla sua sesta finale WTA, la prima sull'erba. Nella circostanza, Siniaková si arrende alla padrona di casa Kerber in due set. A Wimbledon la ceca elimina nettamente Wang Yafan (6–1, 6–0) per poi battere la due volte quarto-finalista Vandeweghe in tre set, raggiungendo il terzo turno ai Championships per la terza volta in carriera, dove si arrende alla nº1 del mondo, Ashleigh Barty. Successivamente, si presenta al torneo di casa di Praga, da 5° testa di serie: all'esordio elimina la britannica Jodie Burrage, quindi estromette la connazionale Tereza Smitková, per farsi superare nel 4° quarto di finale della stagione dalla sua compagna di doppio Barbora Krejčíková, piuttosto nettamente, per 3–6, 0–6. In seguito partecipa al WTA 1000 di Montréal dove batte Ostapenko e la n°5 del seeding Muguruza, raggiungendo suo il primo ottavo in un torneo di questa categoria dal torneo di Pechino 2019; al terzo turno, la ceca si arrende a Sara Sorribes Tormo in tre set. A Cleveland, la ceca giunge ai quarti di finale, dove si arrende alla futura campionessa Anett Kontaveit in tre set. Agli US Open, supera Anastasija Sevastova all'esordio, ma al secondo turno perde da Maria Sakkarī. A Ostrava, viene sconfitta nel derby d'esordio da Martincová al tie-break del terzo mentre a Indian Wells si impone su Kim Clijsters (6–1, 2–6, 6–2), guadagnandosi il secondo round contro la n°10 del seeding Angelique Kerber.
In doppio, la ceca vince il titolo nº10 in carriera al Gippsland Trophy di Melbourne assieme a Krejčíková, battendo in finale le sorelle Chan. In seguito, le due ceche ottengono la loro prima finale assieme all'Australian Open, dove si arrendono a Mertens/Sabalenka in due set. A Madrid ottengonoil secondo titolo stagionale, lasciando 7 giochi a Schuurs/Dabrowski. Dopo i quarti a Roma, si presentano al Roland Garros da teste di serie nº2: Krejčíková e Siniaková trionfano nello slam parigino, superando Mattek-Sands/Świątek per 6–4, 6–2. Per le ceche è il terzo successo slam, il secondo a Parigi. Grazie ad esso, Siniakova torna al nº2 del mondo della specialità dopo 2 anni. A Wimbledon, la coppia ceca si ferma ai quarti di finale, battuta dal duo russo Vesnina/Kudermetova in tre set. Le vincitrici del Roland Garros sono poi chiamate dalla Repubblica Ceca per disputare il torneo olimpico di doppio: da teste di serie nº1, Krejčíková/Siniaková raggiungono la finale per l'oro, battendo Hsieh/Hsu, Badosa/Sorribes Tormo, Sanders/Barty per 3–6, 6–4, [10–7], e le russe Kudermetova/Vesnina in semifinale per 6–3 3–6 [10–7]. Nell'incontro per il gradino più alto del podio, le ceche superano Golubic/Bencic per 7–5, 6–1, conquistando la medaglia d'oro; per la Repubblica Ceca è il primo oro olimpico nella storia del doppio femminile, dopo due argenti e un bronzo (e un altro argento come Cecoslovacchia nel 1988). Successivamente, dopo una semifinale a Cincinnati, Kateřina e Barbora vengono sorprendentemente eliminate all'esordio agli US Open (da Linette/Pera). A Indian Wells si fermano ai quarti di finale, battute da Ostapenko/Kičenok per [8–10] al super-tiebreak. Grazie all'ottima stagione, le due si qualificano alle WTA Finals di Guadalajara, dove sono la prima testa di serie: all'esordio, si impongono nettamente su Olmos/Fichman (6–4, 6–1) mentre nel secondo match lasciano 4 giochi a Hsieh/Mertens (6–3, 6–1), assicurandosi un posto in semifinale. Nell'ultimo incontro del girone, sconfiggono in rimonta Guarachi/Krawczyk, chiudendo il round a punteggio pieno. In semifinale superano al terzo set Schuurs/Melichar, per accedere alla loro seconda finale nelle Finals. A differenza di quanto successo nel 2018, le ceche trionfano, battendo nuovamente Hsieh/Mertens per 6–3, 6–4 e conquistando il 5º titolo stagionale. Grazie al successo di fine stagione, Siniaková termina l'anno al n°1 del mondo, con poco più di 100 punti di vantaggio sulla compagna Krejčíková.

### 2022 - 3º titolo WTA in singolare; Vittoria all'Australian Open, a Wimbledon e allo US Open in doppio, Career Golden Slam
Inizia l'anno con tre sconfitte consecutive all'esordio tra Melbourne Summer Set I, Adelaide, e Australian Open (contro Kontaveit). Si qualifica per il main-draw di Dubai, dove cede in tre set alla top-10 Muguruza. Anche a Doha esce subito, per mano di Jessica Pegula. A Indian Wells, Siniaková centra il primo successo WTA del 2022 estromettendo Begu in tre set; al secondo turno, viene sconfitta dalla n°6 del pianeta Sakkarī. A Miami, batte la qualificata Marino in rimonta, per poi affrontare la fresca vincitrice dello US Open, Emma Raducanu; la ceca riesce ad avere la meglio sulla giovane britannica, prevalendo dopo quasi tre ore per 3–6, 6–4, 7–5. Al terzo turno, è costretta al ritiro contro Daria Saville. Sulla terra, ottiene come migliori risultati due secondi turni, a Madrid (ritiro contro Rybakina) e al Roland Garros. Sull'erba non raccoglie alcun successo tra Berlino, Bad Homburg (dove difendeva la finale) e Wimbledon. Sulla terra di Amburgo, centra il primo quarto WTA della stagione, grazie alle vittorie su Kasatkina, e Pigossi (6–1, 6–1); tra le ultime otto, si arrende alla futura campionessa Bernarda Pera, con lo score di 3–6, 1–6. In agosto, la ceca riesce a vincere l'ITF 100K di Grodzisk Mazowiecki, sconfiggendo la polacca Linette; per Siniaková è il titolo ITF n°8, il primo dal 2016. Sul cemento americano, raggiunge al massimo il secondo turno allo US Open, eliminata da Cornet. A settembre torna in Europa, per disputare il WTA 250 di Portorose; al primo turno si impone sulla testa di serie n°4 Martina Trevisan, al secondo estromette la qualificata Burrage, approdando ai quarti di finale, dove ha la meglio sulla campionessa in carica Jasmine Paolini al tie-break del terzo set. Nella sua prima semifinale del 2022, batte Anna-Lena Friedsam in due set, assicurandosi un posto per la sua settima finale nel circuito maggiore. Nella circostanza, la ceca riesce a superare la fresca campionessa di Wimbledon Elena Rybakina con lo score di 6(4)–7 7–6(5), 6–4, conquistando così il 3º titolo WTA, impresa che le mancava dal 2017. Grazie al risultato, risale nel ranking di quasi 30 posti, ritornando ai piedi della top-50. Nel '1000' di Guadalajara, batte la top-20 Beatriz Haddad Maia al primo round (7–5, 6–2) prima di cedere a Trevisan in tre parziali. Termina la stagione al n°47 in classifica.
In doppio, vince il titolo n°16 della carriera con Bernarda Pera nel torneo preparatorio allo Slam, allestito a Melbourne, battendo in finale Martincová/Sherif. Si ricongiunge con la connazionale Krejčíková all'Australian Open, con la quale forma la coppia n°1 del seeding: le due giungono fino alla semifinale senza cedere alcun set. Nella circostanza, le ceche si impongono sulle n°3 del tabellone Kudermetova/Mertens per 6–2, 6–3. Nella loro seconda finale nel torneo australiano, le ceche vincono il loro quarto slam assieme, prevalendo su Danilina/Haddad Maia con lo score di 6(3)–7, 6–4, 6–4. Per le due è il primo titolo major sul cemento. Sull'erba di Berlino, con l'australiana Sanders, conquista il terzo titolo stagionale, sconfiggendo Cornet/Teichmann in due set. A Wimbledon, assieme alla storica compagna Krejčíková, riesce a raggiungere la terza semifinale in carriera sui prati londinesi dove eliminano agevolmente Ostapenko/Kičenok, accedendo alla seconda finale major dell'anno, la settima complessiva per Kateřina. In finale, la coppia ceca si impone in due set su Mertens/Zhang, portando a casa il secondo titolo a Wimbledon e il 5° assieme. Allo US Open, Krejčíková/Siniaková si presentano come prime teste di serie raggiungendo i quarti, dove superano in tre set Olmos/Dabrowski. In semifinale a New York per la prima volta dal 2018, il duo batte la coppia Melichar/Perez in tre parziali, accedendo alla terza finale major del 2022. Con il successo in rimonta su McNally/Townsend le due ceche riescono nell'impresa di completare il Career Golden Slam, cioè la vittoria di tutti e quattro gli slam e della medaglia d'oro olimpica, impresa riuscita soltanto alla coppia formata da Serena e Venus Williams nella storia del doppio femminile.
Nel finale di anno, coglie un altro titolo WTA a Monastir assieme a Kiki Mladenovic. Con Krejčíková, raggiunge una semifinale a Guadalajara per poi partecipare alle WTA Finals di Fort Worth, dove sono le prime teste di serie. Passano da imbattute il loro girone, non perdendo set contro Krawczyk/Schuurs, Xu/Yang e Pegula/Gauff (6–2, 6–1); si qualificano così per la semifinale, dove trovano Ostapenko/Kičenok su cui le ceche si impongono n due set, accedendo alla seconda finale consecutiva alle Finals. Qui affrontano le n°4 del seeding Kudermetova/Mertens che le battono con il punteggio di 2–6, 6–4, [9–11]. Grazie all'ottima stagione, Siniaková chiude l'anno al n°1 del mondo per la seconda stagione di fila.

### 2023: Due titoli WTA in singolare; secondo Australian Open in doppio
Siniaková inizia l'anno collezionando due secondi turni ad Adelaide (1 e 2) e un'uscita all'esordio all'Australian Open (per mano della top-10 Gauff). A Merida supera Curenko (approfittando del suo ritiro), Bonaventure, e Cocciaretto, approdando alla prima semifinale stagionale. Nella circostanza, cede il passo a Camila Giorgi in due set. A Miami e Monterrey esce al primo turno, mentre a Indian Wells viene eliminata dalla top-15 Beatriz Haddad Maia. Sulla terra, viene subito estromessa da Peyton Stearns all'Open di Francia. Su erba, dopo un primo round a Berlino, prende parte al torneo di Bad Homburg e, grazie a due comodi successi su Cocciaretto e Rodina e alla vittoria su Samsonova nei quarti, trova la sua seconda semifinale annuale. Nella circostanza, domina con un doppio 6–2 su Emma Navarro. Nell'ottava finale WTA della carriera, la seconda nel torneo tedesco dopo quella del 2021, Siniaková prevale su Lucia Bronzetti con lo score di 6–2, 7–6(5), vincendo il 4º titolo nel circuito maggiore, il primo su erba. Grazie al successo, sale al 32º posto della classifica mondiale, riavvicinandosi al suo best-ranking (n°31) colto nel 2018. A Wimbledon, dopo aver sconfitto Qinwen Zheng, perde da Curenko. Il cemento americano non porta alcun successo alla ceca, che in cinque tornei (tra cui lo US Open) non va oltre il primo round. Nella trasferta cinese, riesce a raggiungere i quarti di finale a Ningbo, dove si arrende nettamente a Nadia Podoroska; al China Open, esce subito contro Daria Saville. Va meglio a Hong Kong, dove trova la semifinale grazie alle vittorie su Xiyu Wang, Rachimova e Pavljučenkova; tra le ultime quattro, supera in due set Martina Trevisan, qualificandosi per la sua seconda finale WTA stagionale: non ne raggiungeva due nello stesso anno dal 2017. Nel match valevole per il titolo, la ceca viene sconfitta da Leylah Fernandez in tre set. La settimana dopo, prende parte al torneo di Nanchang: Siniaková giunge in finale approfittando del walkover di Siegemund nei quarti e prendendosi la rivincita su Fernandez in semifinale (7–5 6–4). Nell'incontro valido per il titolo, batte nel derby ceco Marie Bouzková con lo score di 1–6, 7–6(5), 7–6(4), annullando anche 3 championship-points all'avversaria. Per Siniaková è il quinto titolo nel circuito maggiore, il secondo in Cina e il terzo sul cemento. Grazie alle ottime due settimane, la ceca risale fino alla 46ª posizione del ranking, chiudendo poi il 2023 al n°45 del mondo.
In doppio, gioca con Storm Hunter nell'Adelaide International 1: le due colgono la finale, che perdono contro Muhammad/Townsend. Per l'Australian Open, si ricongiunge alla storica compagna Barbora Krejčíková e dopo aver perso un set all'esordio contro Eikeri/Harrison, le due fanno un percorso netto sino alla finale, senza cederne alcuno. Nella loro 8ª finale major assieme, le ceche battono Aoyama/Shibahara, conquistando il secondo Australian Open consecutivo, e il 7° slam della carriera. Successivamente, le due riescono a trionfare anche nel '1000' di Indian Wells, sconfiggendo Haddad Maia/Siegemund; per Siniakova è il primo titolo in terra californiana dopo due finali perse. All'Open di Francia, dove le ceche sono le prime teste di serie, vengono eliminate da Eikeri/Hozumi al primo turno. A Berlino, raggiunge con Vondroušová la terza finale in stagione, ma, come successo ad Adelaide, non il titolo, arrendendosi a Stefani/Garcia al super-tiebreak. Allo US Open, dove Krejčíková/Siniakovà difendevano il titolo del 2022, il percorso si interrompe già al secondo turno per mano delle connazionali Vondroušová/Strýcová; a causa dell'uscita prematura dal torneo newyorkese, Siniakova abbandona la prima posizione del ranking mondiale per la prima volta da agosto 2022. A metà settembre, torna al successo assieme alla connazionale Krejčíková nel WTA '500' di San Diego, senza cedere set nel torneo e battendo in finale Collins/Vandeweghe in due set. Grazie all'ottima stagione, la coppia ceca si qualifica per le WTA Finals di Cancún, ma non riescono ad accedere alla semifinale, venendo eliminate nel round robin a causa delle sconfitte contro Dabrowski/Routliffe e Siegemund/Zvonarëva, future trionfatrici. L'ultimo impegno stagionale è la fase finale della Billie Jean King Cup in cui vincono entrambi i match di doppio del girone A contro Svizzera e Stati Uniti, aiutando la propria nazionale ad approdare in semifinale. Nella circostanza, sul punteggio di 1-1, sfidano Fernandez/Dabrowski da cui perdono piuttosto sorprendentemente, decretando l'eliminazione della Repubblica Ceca dalla competizione. In seguito a questo sconfitta, per decisione di Siniaková, la coppia ceca decide di non giocare stabilmente nell'anno successivo. Termina l'anno al n°10 del mondo, la posizione più bassa di fine stagione dal 2017.

### 2024: best-ranking in singolare; 3º titolo al Roland Garros e a Wimbledon in doppio; oro nel misto alle Olimpiadi
La ceca inizia la stagione con una sconfitta all'esordio a Brisbane. Ad Adelaide, dopo aver passato le qualificazioni, batte l'ex numero 1 del mondo Plíšková, per poi cedere ad Anastasija Pavljučenkova. All'Australian Open, per la prima volta dal 2018, supera il primo turno, eliminando Jaqueline Cristian in due set; al secondo round tuttavia viene sconfitta da Golubic. A Linz, elimina all'esordio la n°8 del seeding Martić per poi cedere a Clara Burel. A Doha, raggiunge il terzo round, imponendosi su Vekić e sulla n°3 del mondo Gauff per 6–2, 6–4, centrando la 9ª vittoria in carriera su una top-10, la quarta su una top-5. Nei sedicesimi perde da Danielle Collins. A Dubai esce subito contro Emma Navarro. A San Diego si ferma al secondo turno nuovamente contro Navarro. A Indian Wells e Miami non va oltre il secondo round. Sulla terra, il miglior risultato per la ceca arriva nel WTA 125 di Lleida, dove vince il trofeo battendo Mayar Sherif in finale, aggiungendo nel palmares il primo titolo di questa categoria. A Roma, Strasburgo e Parigi esce al secondo turno, a Madrid all'esordio contro Podoroska. Su erba passa le qualificazioni a Berlino e poi batte finalmente la top-20 Navarro. Al secondo turno prevale sulla n°8 del mondo Qinwen Zheng, approdando ai primi quarti WTA della stagione dove cede il passo alla futura campionessa Jessica Pegula. Grazie a questo risultato, sale in classifica fino alla 27ª posizione, suo nuovo best-ranking. A Wimbledon perde al secondo turno da Julija Putinceva.
In doppio, dopo un quarto ad Adelaide, partecipa all'Australian Open assieme alla n°1 del mondo Storm Hunter: da teste di serie n°3, raggiungono la semifinale, battendo nei quarti la coppia formata da Siegemund e l'ex partner di Siniakova, Krejčíková. Nella circostanza si arrendono alle future campionesse Mertens/Hsieh in tre set. A Dubai, Hunter/Siniaková conquistano il primo titolo assieme, senza cedere set nel percorso e sconfiggendo Perez/Melichar per il trofeo. Le due colgono poi la semifinale di San Diego e la finale a Indian Wells, dove cedono nuovamente a Mertens/Hsieh per 3–6, 4–6. Sulla terra gioca assieme a Taylor Townsend a Roma fermandosi ai quarti contro Gauff/Routliffe. Al Roland Garros, Siniakova decide di far coppia con Gauff: le due, da quinte teste di serie e al primo torneo giocato assieme, colgono la finale, sconfiggendo le americane Dolehide/Krawczyk in semifinale. Per Siniaková si tratta della decima finale slam, la prima senza Krejčíková dal 2017. Nell'incontro valido per il titolo si impongono sulle italiane Paolini/Errani per 7–6(5), 6–3. La ceca conquista il suo ottavo titolo a livello major, il terzo al Roland Garros. A Wimbledon, decide di ritornare in coppia con Townsend: le due raggiungono la finale, eliminando le finaliste dell'Australian Open Ostapenko/Kičenok ai quarti e le favorite Mertens/Hsieh in semifinale. Nel match valevole per il titolo, superano Gabriela Dabrowski / Erin Routliffe in due tie-break. Per Siniaková è il nono titolo a livello slam, il terzo ai Championships; è inoltre la seconda circostanza in carriera in cui le riesce la "doppietta" Roland Garros-Wimbledon nello stesso anno, dopo averla realizzata con Krejčíková nel 2018. Riunita con questa in preparazione all'appuntamento olimpico, vincono il titolo a Praga, battendo in finale Mattek-Sands/Šafářová. Le due disputano dunque il torneo alle Olimpiadi di Parigi da medaglie d'oro in carica: a sorpresa però vengono sconfitte ai quarti da Andreeva/Šnaider, future medaglie d'argento. Siniaková ha maggiore fortuna nel torneo di doppio misto: in coppia con Tomáš Macháč, conquista la medaglia d'oro, superando in finale la coppia cinese Wang/Zhang.

## Statistiche WTA

### Singolare

#### Vittorie (5)
| Legenda               | Legenda      |
| --------------------- | ------------ |
| Grande Slam (0)       |              |
| Ori Olimpici (0)      |              |
| WTA Finals (0)        |              |
| WTA Elite Trophy (0)  |              |
| Dal 2009 al 2020      | Dal 2021     |
| Premier Mandatory (0) | WTA 1000 (0) |
| Premier 5 (0)         | WTA 1000 (0) |
| Premier (0)           | WTA 500 (0)  |
| International (2)     | WTA 250 (3)  |

| N. | Data              | Torneo                        | Superficie  | Avversaria in finale | Punteggio           |
| 1. | 7 gennaio 2017    | Shenzhen Open, Shenzhen       | Cemento     | Alison Riske         | 6–3, 6–4            |
| 2. | 30 luglio 2017    | Swedish Open, Båstad          | Terra rossa | Caroline Wozniacki   | 6–3, 6–4            |
| 3. | 18 settembre 2022 | Slovenia Open, Portorose      | Cemento     | Elena Rybakina       | 6(4)–7, 7–6(5), 6–4 |
| 4. | 1º luglio 2023    | Bad Homburg Open, Bad Homburg | Erba        | Lucia Bronzetti      | 6–2, 7–6(5)         |
| 5. | 22 ottobre 2023   | Jiangxi Open, Nanchang        | Cemento     | Marie Bouzková       | 1–6, 7–6(5), 7–6(4) |

#### Sconfitte (5)
| Legenda               | Legenda      |
| --------------------- | ------------ |
| Grande Slam (0)       |              |
| Argenti Olimpici (0)  |              |
| WTA Finals (0)        |              |
| WTA Elite Trophy (0)  |              |
| Dal 2009 al 2020      | Dal 2021     |
| Premier Mandatory (0) | WTA 1000 (0) |
| Premier 5 (0)         | WTA 1000 (0) |
| Premier (0)           | WTA 500 (0)  |
| International (3)     | WTA 250 (2)  |

| N. | Data              | Torneo                        | Superficie  | Avversaria in finale | Punteggio     |
| 1. | 24 luglio 2016    | Swedish Open, Båstad          | Terra rossa | Laura Siegemund      | 5–7, 1–6      |
| 2. | 17 settembre 2016 | Japan Women's Open, Tokyo     | Cemento     | Christina McHale     | 6–3, 4–6, 4–6 |
| 3. | 6 gennaio 2018    | Shenzhen Open, Shenzhen       | Cemento     | Simona Halep         | 1–6, 6–2, 0–6 |
| 4. | 26 giugno 2021    | Bad Homburg Open, Bad Homburg | Erba        | Angelique Kerber     | 3–6, 2–6      |
| 5. | 15 ottobre 2023   | Hong Kong Open, Hong Kong     | Cemento     | Leylah Fernandez     | 6–3, 4–6, 4–6 |

### Doppio

#### Vittorie (30)
| Legenda               | Legenda      |
| --------------------- | ------------ |
| Grande Slam (10)      |              |
| Ori Olimpici (1)      |              |
| WTA Finals (1)        |              |
| WTA Elite Trophy (0)  |              |
| Dal 2009 al 2020      | Dal 2021     |
| Premier Mandatory (0) | WTA 1000 (4) |
| Premier 5 (1)         | WTA 1000 (4) |
| Premier (1)           | WTA 500 (4)  |
| International (4)     | WTA 250 (4)  |

| N.  | Data              | Torneo                                | Superficie  | Compagna            | Avversarie in finale                  | Punteggio           |
| 1.  | 13 settembre 2014 | Tashkent Open, Tashkent               | Cemento     | Aleksandra Krunić   | Margarita Gasparjan Aleksandra Panova | 6–2, 6–1            |
| 2.  | 1º maggio 2015    | Prague Open, Praga                    | Terra rossa | Belinda Bencic      | Kateryna Bondarenko Eva Hrdinová      | 6–2, 6–2            |
| 3.  | 10 giugno 2018    | Open di Francia, Parigi               | Terra rossa | Barbora Krejčíková  | Eri Hozumi Makoto Ninomiya            | 6–3, 6–3            |
| 4.  | 14 luglio 2018    | Torneo di Wimbledon, Londra           | Erba        | Barbora Krejčíková  | Nicole Melichar Květa Peschke         | 6–4, 4–6, 6–0       |
| 5.  | 12 gennaio 2019   | Sydney International, Sydney          | Cemento     | Aleksandra Krunić   | Eri Hozumi Alicja Rosolska            | 6–1, 7–6(3)         |
| 6.  | 11 agosto 2019    | Canadian Open, Toronto                | Cemento     | Barbora Krejčíková  | Anna-Lena Grönefeld Demi Schuurs      | 7–5, 6–0            |
| 7.  | 13 ottobre 2019   | Austria Ladies Linz, Linz             | Cemento (i) | Barbora Krejčíková  | Barbara Haas Xenia Knoll              | 6–4, 6–3            |
| 8.  | 12 gennaio 2020   | Shenzhen Open, Shenzhen               | Cemento     | Barbora Krejčíková  | Zheng Saisai Duan Yingying            | 6–2, 3–6, [10–4]    |
| 9.  | 7 febbraio 2021   | Gippsland Trophy, Melbourne           | Cemento     | Barbora Krejčíková  | Chan Hao-ching Latisha Chan           | 6–3, 7–6(4)         |
| 10. | 8 maggio 2021     | Madrid Open, Madrid                   | Terra rossa | Barbora Krejčíková  | Gabriela Dabrowski Demi Schuurs       | 6–4, 6–3            |
| 11. | 13 giugno 2021    | Open di Francia, Parigi (2)           | Terra rossa | Barbora Krejčíková  | Bethanie Mattek-Sands Iga Świątek     | 6–4, 6–2            |
| 12. | 1º agosto 2021    | Giochi Olimpici, Tokyo                | Cemento     | Barbora Krejčíková  | Belinda Bencic Viktorija Golubic      | 7–5, 6–1            |
| 13. | 23 ottobre 2021   | Kremlin Cup, Mosca                    | Cemento (i) | Jeļena Ostapenko    | Nadiia Kičenok Raluca Olaru           | 6–2, 4–6, [10–8]    |
| 14. | 17 novembre 2021  | WTA Finals, Guadalajara               | Cemento     | Barbora Krejčíková  | Hsieh Su-wei Elise Mertens            | 6–3, 6–4            |
| 15. | 9 gennaio 2022    | Melbourne Summer Set, Melbourne       | Cemento     | Bernarda Pera       | Tereza Martincová Mayar Sherif        | 6–2, 6(7)–7, [10–5] |
| 16. | 30 gennaio 2022   | Australian Open, Melbourne            | Cemento     | Barbora Krejčíková  | Anna Danilina Beatriz Haddad Maia     | 6(3)–7, 6–4, 6–4    |
| 17. | 19 giugno 2022    | German Open, Berlino                  | Erba        | Storm Sanders       | Alizé Cornet Jil Teichmann            | 6–4, 6–3            |
| 18. | 10 luglio 2022    | Torneo di Wimbledon, Londra (2)       | Erba        | Barbora Krejčíková  | Elise Mertens Zhang Shuai             | 6–2, 6–4            |
| 19. | 11 settembre 2022 | US Open, New York                     | Cemento     | Barbora Krejčíková  | Caty McNally Taylor Townsend          | 3–6, 7–5, 6–1       |
| 20. | 9 ottobre 2022    | Jasmin Open, Monastir                 | Cemento     | Kristina Mladenovic | Miyu Katō Angela Kulikov              | 6–2, 6–0            |
| 21. | 29 gennaio 2023   | Australian Open, Melbourne (2)        | Cemento     | Barbora Krejčíková  | Shūko Aoyama Ena Shibahara            | 6–4, 6–3            |
| 22. | 18 marzo 2023     | Indian Wells Open, Indian Wells       | Cemento     | Barbora Krejčíková  | Beatriz Haddad Maia Laura Siegemund   | 6–1, 6(3)–7, [10–7] |
| 23. | 16 settembre 2023 | San Diego Open, San Diego             | Cemento     | Barbora Krejčíková  | Danielle Collins CoCo Vandeweghe      | 6–1, 6–4            |
| 24. | 24 febbraio 2024  | Dubai Tennis Championships, Dubai     | Cemento     | Storm Hunter        | Nicole Melichar-Martinez Ellen Perez  | 6–4, 6–2            |
| 25. | 9 giugno 2024     | Open di Francia, Parigi (3)           | Terra rossa | Coco Gauff          | Sara Errani Jasmine Paolini           | 7–6(5), 6–3         |
| 26. | 13 luglio 2024    | Torneo di Wimbledon, Londra (3)       | Erba        | Taylor Townsend     | Gabriela Dabrowski Erin Routliffe     | 7–6(5), 7–6(1)      |
| 27. | 26 luglio 2024    | Prague Open, Praga (2)                | Terra rossa | Barbora Krejčíková  | Bethanie Mattek-Sands Lucie Šafářová  | 6–3, 6–3            |
| 28. | 27 ottobre 2024   | Guangzhou Open, Guangzhou             | Cemento     | Zhang Shuai         | Katarzyna Piter Fanny Stollár         | 6–4, 6–1            |
| 29. | 26 gennaio 2025   | Australian Open, Melbourne (3)        | Cemento     | Taylor Townsend     | Hsieh Su-wei Jeļena Ostapenko         | 6–2, 6(4)–7, 6–3    |
| 30. | 22 febbraio 2025  | Dubai Tennis Championships, Dubai (2) | Cemento     | Taylor Townsend     | Hsieh Su-wei Jeļena Ostapenko         | 7-6(5), 6-4         |

#### Sconfitte (18)
| Legenda               | Legenda      |
| --------------------- | ------------ |
| Grande Slam (2)       |              |
| Argenti Olimpici (0)  |              |
| WTA Finals (3)        |              |
| WTA Elite Trophy (0)  |              |
| Dal 2009 al 2020      | Dal 2021     |
| Premier Mandatory (3) | WTA 1000 (1) |
| Premier 5 (0)         | WTA 1000 (1) |
| Premier (2)           | WTA 500 (2)  |
| International (5)     | WTA 250 (0)  |

| N.  | Data              | Torneo                              | Superficie  | Compagna            | Avversarie in finale                  | Punteggio           |
| 1.  | 3 agosto 2014     | Bank of the West Classic, Stanford  | Cemento     | Paula Kania         | Garbiñe Muguruza Carla Suárez Navarro | 2–6, 6–4, [5–10]    |
| 2.  | 3 ottobre 2015    | Tashkent Open, Tashkent             | Cemento     | Vera Duševina       | Margarita Gasparjan Aleksandra Panova | 1–6, 6–3, [3–10]    |
| 3.  | 5 febbraio 2017   | Taiwan Open, Taipei                 | Cemento (i) | Lucie Hradecká      | Chan Hao-ching Chan Yung-jan          | 4–6, 2–6            |
| 4.  | 18 marzo 2017     | Indian Wells Open, Indian Wells     | Cemento     | Lucie Hradecká      | Chan Yung-jan Martina Hingis          | 6(4)–7, 2–6         |
| 5.  | 9 aprile 2017     | Charleston Open, Charleston         | Terra verde | Lucie Hradecká      | Bethanie Mattek-Sands Lucie Šafářová  | 1–6, 6–4, [7–10]    |
| 6.  | 5 maggio 2017     | Prague Open, Praga                  | Terra rossa | Lucie Hradecká      | Anna-Lena Grönefeld Květa Peschke     | 4–6, 6(3)–7         |
| 7.  | 10 settembre 2017 | US Open, New York                   | Cemento     | Lucie Hradecká      | Chan Yung-jan Martina Hingis          | 3–6, 2–6            |
| 8.  | 6 gennaio 2018    | Shenzhen Open, Shenzhen             | Cemento     | Barbora Krejčíková  | Irina-Camelia Begu Simona Halep       | 6–1, 1–6, [8–10]    |
| 9.  | 1º aprile 2018    | Miami Open, Miami                   | Cemento     | Barbora Krejčíková  | Ashleigh Barty Coco Vandeweghe        | 2–6, 1–6            |
| 10. | 28 ottobre 2018   | WTA Finals, Singapore               | Cemento (i) | Barbora Krejčíková  | Tímea Babos Kristina Mladenovic       | 4–6, 5–7            |
| 11. | 16 marzo 2019     | Indian Wells Open, Indian Wells (2) | Cemento     | Barbora Krejčíková  | Elise Mertens Aryna Sabalenka         | 3–6, 2–6            |
| 12. | 15 novembre 2020  | Austria Ladies Linz, Linz           | Cemento (i) | Lucie Hradecká      | Arantxa Rus Tamara Zidanšek           | 3–6, 4–6            |
| 13. | 19 febbraio 2021  | Australian Open, Melbourne          | Cemento     | Barbora Krejčíková  | Elise Mertens Aryna Sabalenka         | 2–6, 3–6            |
| 14. | 7 novembre 2022   | WTA Finals, Fort Worth (2)          | Cemento (i) | Barbora Krejčíková  | Veronika Kudermetova Elise Mertens    | 2–6, 6–4, [9–11]    |
| 15. | 7 gennaio 2023    | Adelaide International, Adelaide    | Cemento     | Storm Hunter        | Asia Muhammad Taylor Townsend         | 2–6, 6(2)–7         |
| 16. | 25 giugno 2023    | German Open, Berlino                | Erba        | Markéta Vondroušová | Caroline Garcia Luisa Stefani         | 6–4, 6(8)–7, [4–10] |
| 17. | 16 marzo 2024     | Indian Wells Open, Indian Wells (3) | Cemento     | Storm Hunter        | Hsieh Su-wei Elise Mertens            | 3–6, 4–6            |
| 18. | 9 novembre 2024   | WTA Finals, Riad (3)                | Cemento (i) | Taylor Townsend     | Gabriela Dabrowski Erin Routliffe     | 5–7, 3–6            |

### Doppio misto

#### Vittorie (2)
| Tornei del Grande Slam  |
| ----------------------- |
| Australian Open (0)     |
| Open di Francia (0)     |
| Torneo di Wimbledon (1) |
| US Open (0)             |
| Ori Olimpici (1)        |

| N. | Data           | Torneo                      | Superficie  | Compagno     | Avversari in finale         | Punteggio        |
| 1. | 2 agosto 2024  | Giochi Olimpici, Parigi     | Terra rossa | Tomáš Macháč | Wang Xinyu Zhang Zhizhen    | 6–2, 5–7, [10–8] |
| 2. | 10 luglio 2025 | Torneo di Wimbledon, Londra | Erba        | Sem Verbeek  | Luisa Stefani Joe Salisbury | 7–6(3), 7–6(3)   |

## Circuito WTA 125

### Singolare

#### Vittorie (1)
| N. | Data          | Torneo                 | Superficie  | Avversaria in finale | Punteggio     |
| 1. | 5 maggio 2024 | Catalonia Open, Lleida | Terra rossa | Mayar Sherif         | 6–4, 4–6, 6–3 |
| 2. | 2 agosto 2025 | Polish Open, Varsavia  | Cemento     | Viktorija Golubic    | 6-1, 6-2      |

### Doppio

#### Vittorie (1)
| N. | Data            | Torneo                   | Superficie  | Compagna        | Avversarie in finale            | Punteggio        |
| 1. | 9 novembre 2014 | Open de Limoges, Limoges | Cemento (i) | Renata Voráčová | Tímea Babos Kristina Mladenovic | 2–6, 6–2, [10–5] |

## Statistiche ITF

### Singolare

#### Vittorie (8)
| Torneo $100.000 (2) |
| Torneo $80.000 (0)  |
| Torneo $75.000 (0)  |
| Torneo $60.000 (0)  |
| Torneo $50.000 (1)  |
| Torneo $25.000 (4)  |
| Torneo $15.000 (0)  |
| Torneo $10.000 (1)  |

| N. | Data             | Torneo                                  | Superficie    | Avversaria in finale   | Punteggio        |
| 1. | 10 marzo 2013    | Atzmännig Open, Frauenfeld              | Sintetico (i) | Kathinka Von Deichmann | 6–3, 4–6, 6–4    |
| 2. | 18 agosto 2013   | Westend Ladies Tennis Cup, Westend      | Cemento       | Kateřina Vaňková       | 6–1, 6–3         |
| 3. | 6 ottobre 2013   | Hungarian Womens Open, Budapest         | Terra rossa   | Alberta Brianti        | 3–6, 6–2, 6–1    |
| 4. | 17 novembre 2013 | Hart Open, Zawada                       | Sintetico (i) | Nina Zander            | 6–1, 6–3         |
| 5. | 1º giugno 2014   | Infond Open, Maribor                    | Terra rossa   | Yvonne Neuwirth        | 6–1, 7–5         |
| 6. | 2 novembre 2014  | Open GDF SUEZ Nantes Atlantique, Nantes | Cemento (i)   | Ons Jabeur             | 7–5, 6–2         |
| 7. | 15 maggio 2016   | Empire Trnava Cup, Trnava               | Terra rossa   | Anastasija Sevastova   | 7–6(4), 5–7, 6–0 |
| 8. | 7 agosto 2022    | Kozerki Open, Grodzisk Mazowiecki       | Cemento       | Magda Linette          | 6–4, 6–1         |

#### Sconfitte (1)
| Torneo $100.000 (1) |
| Torneo $80.000 (0)  |
| Torneo $75.000 (0)  |
| Torneo $60.000 (0)  |
| Torneo $50.000 (0)  |
| Torneo $25.000 (0)  |
| Torneo $15.000 (0)  |
| Torneo $10.000 (0)  |

| N. | Data             | Torneo                             | Superficie | Avversaria in finale | Punteggio     |
| 1. | 12 dicembre 2020 | Al Habtoor Tennis Challenge, Dubai | Cemento    | Sorana Cîrstea       | 6–4, 3–6, 3–6 |

### Doppio

#### Vittorie (4)
| Torneo $100.000 (0) |
| Torneo $80.000 (0)  |
| Torneo $75.000 (0)  |
| Torneo $60.000 (0)  |
| Torneo $50.000 (0)  |
| Torneo $25.000 (3)  |
| Torneo $15.000 (0)  |
| Torneo $10.000 (1)  |

| N. | Data           | Torneo                            | Superficie  | Compagna           | Avversarie in finale                    | Punteggio |
| 1. | 17 giugno 2012 | Jablonec Open, Jablonec nad Nisou | Terra rossa | Viktorija Kan      | Martina Borecká Petra Krejsová          | 6–3, 6–4  |
| 2. | 24 giugno 2013 | Lenzerheide Open, Lenzerheide     | Terra rossa | Belinda Bencic     | Veronika Kudermetova Diāna Marcinkēviča | 6–0, 6–2  |
| 3. | 11 agosto 2013 | Hechingen Ladies Open, Hechingen  | Terra rossa | Barbora Krejčíková | Laura-Ioana Andrei Laura Thorpe         | 6–1, 6–4  |
| 4. | 31 maggio 2014 | Infond Open, Maribor              | Terra rossa | Barbora Krejčíková | Cindy Burger Daniela Seguel             | 6–0, 6–1  |

#### Sconfitte (3)
| Torneo $100.000 (0) |
| Torneo $80.000 (0)  |
| Torneo $75.000 (1)  |
| Torneo $60.000 (0)  |
| Torneo $50.000 (1)  |
| Torneo $25.000 (1)  |
| Torneo $15.000 (0)  |
| Torneo $10.000 (0)  |

| N. | Data             | Torneo                                         | Superficie  | Compagna           | Avversarie in finale              | Punteggio            |
| 1. | 3 agosto 2013    | Knoll Open, Bad Saulgau                        | Terra rossa | Barbora Krejčíková | Laura Ioana Andrei Elena Bogdan   | 7–6(11), 4–6, [8–10] |
| 2. | 23 novembre 2013 | Soho Square Ladies Tournament, Sharm el-Sheikh | Terra rossa | Anna Morgina       | Timea Bacsinszky Kristina Barrois | 7–6(5), 0–6, [4–10]  |
| 3. | 7 novembre 2015  | Open GDF SUEZ Nantes Atlantique, Nantes        | Cemento (i) | Renata Voráčová    | Lenka Kunčíková Karolína Stuchlá  | 4–6, 2–6             |

## Grand Slam Junior

### Singolare

#### Sconfitte (1)
| Tornei del Grande Slam  |
| ----------------------- |
| Australian Open (1)     |
| Open di Francia (0)     |
| Torneo di Wimbledon (0) |
| US Open (0)             |

| N. | Data            | Torneo                     | Superficie | Avversaria in finale | Punteggio |
| 1. | 26 gennaio 2013 | Australian Open, Melbourne | Cemento    | Ana Konjuh           | 3–6, 4–6  |

### Doppio

#### Vittorie (3)
| Tornei del Grande Slam  |
| ----------------------- |
| Australian Open (0)     |
| Open di Francia (1)     |
| Torneo di Wimbledon (1) |
| US Open (1)             |

| N. | Data             | Torneo                      | Superficie  | Compagna           | Avversarie in finale                  | Punteggio |
| 1. | 8 giugno 2013    | Open di Francia, Parigi     | Terra rossa | Barbora Krejčíková | Doménica González Beatriz Haddad Maia | 7–5, 6–2  |
| 2. | 6 luglio 2013    | Torneo di Wimbledon, Londra | Erba        | Barbora Krejčíková | Anhelina Kalinina Iryna Šymanovič     | 6–3, 6–1  |
| 3. | 7 settembre 2013 | US Open, New York           | Cemento     | Barbora Krejčíková | Belinda Bencic Sara Sorribes Tormo    | 6–3, 6–4  |

## Risultati in progressione
| Sigla | Risultato               |
| ----- | ----------------------- |
| V     | Vincitore               |
| F     | Finalista               |
| SF    | Semifinalista           |
| O     | Oro olimpico            |
| A     | Argento olimpico        |
| SF    | Bronzo olimpico         |
| QF    | Quarti di Finale        |
| 4T    | Quarto turno            |
| 3T    | Terzo turno             |
| 2T    | Secondo turno           |
| 1T    | Primo turno             |
| RR    | Round Robin             |
| LQ    | Turno di qualificazione |
| A     | Assente                 |
| ND    | Non disputato           |

| Legenda superfici    |
| -------------------- |
| Cemento              |
| Terra battuta        |
| Erba                 |
| Superficie variabile |

### Singolare nei tornei del Grande Slam
| Torneo          | 2014 | 2015 | 2016 | 2017 | 2018 | 2019 | 2020 | 2021 | 2022 | 2023 | V--S  |
| --------------- | ---- | ---- | ---- | ---- | ---- | ---- | ---- | ---- | ---- | ---- | ----- |
| Australian Open | 1T   | 2T   | 1T   | 1T   | 2T   | 1T   | 1T   | 1T   | 1T   | 1T   | 2-10  |
| Open di Francia | A    | 1T   | 1T   | 1T   | 3T   | 4T   | 3T   | 3T   | 2T   | 1T   | 10-9  |
| Wimbledon       | A    | 1T   | 3T   | 1T   | 3T   | 2T   | ND   | 3T   | 1T   | 2T   | 8-8   |
| US Open         | A    | 1T   | 2T   | 1T   | 3T   | 1T   | 1T   | 2T   | 2T   | 1T   | 5-9   |
| Totale          | 1-2  | 2-5  | 3-4  | 0-4  | 7-4  | 4-4  | 2-3  | 5-4  | 2-4  | 1-4  | 25-36 |

### Doppio nei tornei del Grande Slam
| Torneo          | 2015 | 2016 | 2017 | 2018 | 2019 | 2020 | 2021 | 2022 | 2023 | V--S  |
| --------------- | ---- | ---- | ---- | ---- | ---- | ---- | ---- | ---- | ---- | ----- |
| Australian Open | 1T   | 1T   | 1T   | 3T   | QF   | SF   | F    | V    | V    | 26-7  |
| Open di Francia | 3T   | SF   | SF   | V    | 1T   | SF   | V    | A    | 1T   | 26-6  |
| Wimbledon       | 2T   | 1T   | 3T   | V    | SF   | ND   | QF   | V    | A    | 22-5  |
| US Open         | 1T   | QF   | F    | SF   | 1T   | 2T   | 1T   | V    | 2T   | 20-8  |
| Totale          | 3-4  | 7-4  | 11-4 | 18-2 | 7-4  | 9-3  | 14-3 | 18-0 | 7-2  | 84-25 |

### Doppio misto nei tornei del Grande Slam
| Torneo          | 2016    | 2017    | 2018    | 2019    | 2020    | 2021    | 2022    | 2023    | V--S |
| --------------- | ------- | ------- | ------- | ------- | ------- | ------- | ------- | ------- | ---- |
| Australian Open | A       | 2T      | Assente | Assente | Assente | Assente | Assente | Assente | 1-1  |
| Open di Francia | A       | A       | 1T      | Assente | Assente | Assente | Assente | Assente | 0-1  |
| Wimbledon       | 2T      | Assente | Assente | Assente | Assente | Assente | Assente | Assente | 1-1  |
| US Open         | Assente | Assente | Assente | Assente | Assente | Assente | Assente | 1T      | 0-1  |
| Totale          | 1-1     | 1-1     | 0-1     | 0-0     | 0-0     | 0-0     | 0-0     | 0-1     | 2-4  |

## Vittorie contro giocatrici Top 10
| Stagione | 2017 | 2018 | 2019 | 2020 | 2021 | 2022 | 2023 | 2024 | 2025 | Totale |
| Vittorie | 3    | 1    | 1    | 0    | 2    | 1    | 0    | 2    | 1    | 11     |

| #    | Giocatrice         | Ranking | Evento                        | Superficie  | Turno | Punteggio           | Rank. KSR |
| ---- | ------------------ | ------- | ----------------------------- | ----------- | ----- | ------------------- | --------- |
| 2017 |                    |         |                               |             |       |                     |           |
| 1.   | Simona Halep       | 4       | Shenzhen Open, Shenzhen       | Cemento     | 2T    | 6–3, 4–6, 7–5       | 52        |
| 2.   | Johanna Konta      | 10      | Shenzhen Open, Shenzhen       | Cemento     | SF    | 1–6, 6–4, 6–4       | 52        |
| 3.   | Caroline Wozniacki | 6       | Swedish Open, Båstad          | Terra rossa | F     | 6–3, 6–4            | 56        |
| 2018 |                    |         |                               |             |       |                     |           |
| 4.   | Caroline Garcia    | 4       | Wuhan Open, Wuhan             | Cemento     | 2T    | 3–6, 7–6(5), 7–6(4) | 47        |
| 2019 |                    |         |                               |             |       |                     |           |
| 5.   | Naomi Ōsaka        | 1       | Open di Francia, Parigi       | Terra rossa | 3T    | 6–4, 6–2            | 42        |
| 2021 |                    |         |                               |             |       |                     |           |
| 6.   | Serena Williams    | 8       | Emilia Romagna Open, Parma    | Terra rossa | 2T    | 7–6(4), 6–2         | 68        |
| 7.   | Garbiñe Muguruza   | 9       | Canadian Open, Montréal       | Cemento     | 2T    | 6–2, 0–6, 6–3       | 55        |
| 2022 |                    |         |                               |             |       |                     |           |
| 8.   | Coco Gauff (1)     | 7       | Billie Jean King Cup, Glasgow | Cemento (i) | RR    | 7–6(1), 6–1         | 47        |
| 2024 |                    |         |                               |             |       |                     |           |
| 9.   | Coco Gauff (2)     | 3       | Qatar Ladies Open, Doha       | Cemento     | 2T    | 6–2, 6–4            | 42        |
| 10.  | Zheng Qinwen (1)   | 8       | German Open, Berlino          | Erba        | 2T    | 6–4, 6–4            | 30        |
| 2025 |                    |         |                               |             |       |                     |           |
| 11.  | Zheng Qinwen (2)   | 6       | Torneo di Wimbledon, Londra   | Erba        | 1T    | 7-5, 4-6, 6-1       | 81        |